# Arbovirus
Taxons concernés
- Flaviviridae
- Togaviridae
- Rhabdoviridae
- Reoviridae
- Bunyavirales (anciennement Bunyaviridae)modifier

Les arbovirus (de l'anglais ARthropod-BOrne VIRUSes) sont un groupe informel de virus ayant pour vecteur les arthropodes hématophages : moustiques, tiques et phlébotomes.
On en compte aujourd'hui plus de 500 espèces, dont une centaine pathogènes pour l'être humain. Ce terme ne fait cependant pas partie de la classification taxonomique des virus, c'est-à-dire que des virus de différentes familles peuvent être des arbovirus. 
Ces virus semblent parmi les plus aptes à franchir la barrière d'espèces. Quelques arbovirus sont vecteurs de maladies, qu'on appelle alors arboviroses. 
La fièvre jaune, la dengue et le chikungunya sont des exemples d'arboviroses.

## Classification des arbovirus
La classification regroupant les arbovirus en fonction de leur mode de transmission est à visée épidémiologique et non phylogénétique : elle rassemble des virus morphologiquement hétérogènes appartenant à plusieurs familles distinctes : Flaviviridae, Togaviridae, Rhabdoviridae, Reoviridae et l'ordre Bunyavirales, anciennement connu comme la famille Bunyaviridae. Elle exclut des virus proches n'ayant pas le même mode de transmission et des virus appartenant à d'autres familles (Filoviridae, Arenaviridae) provoquant des maladies similaires (fièvres hémorragiques).

## Caractères communs aux différents arbovirus

### Épidémiologie
La transmission par un arthropode piqueur fait partie de leur définition : moustique, cératopogonidé (espèce de mouche), phlébotome ou un acarien (tiques) qui s'infecte en prenant son repas sanguin sur un animal (humain inclus) en phase virémique. Les virus ingérés se multiplient et gagnent les glandes salivaires.  Le vecteur constitue le plus souvent le réservoir du virus avec, parfois, transmission transovarienne à sa descendance. Les arboviroses sont très généralement des zoonoses ou des anthropozoonoses communes à l'homme et à de nombreux vertébrés (mammifères, oiseaux, etc.). Les arboviroses sont fréquentes en zone tropicale mais s'observent également en zone tempérée ou froide. La maladie dite de Schmallenberg (qui n'est pas une zoonose jusqu'à plus ample informé), récemment apparue en Europe de l'Ouest sur les ruminants, est due à un nouvel arbovirus appartenant aux Orthobunyavirus.

### Caractéristiques virologiques communes
Les arbovirus appartiennent à cinq familles virales différentes et sont donc morphologiquement très différents. Ce sont tous des virus à ARN, à l'exception de celui de la peste porcine africaine. Beaucoup d'arbovirus ont une capside cubique entourée d'une enveloppe lipoprotéique empruntée à la cellule hôte. La réplication des virions est cytoplasmique. Leur taille varie selon les familles de 20 à 150 nm.
La plupart des arbovirus sont inactivés par l'éther, le chloroforme et le désoxycholate de soude ; ils sont également sensibles à la chaleur et à la dessiccation. Ils se cultivent sur culture de cellule (en particulier sur fibroblastes d'embryons de poulet), sur lignées cellulaires d'insectes et de certains mammifères. La plupart des arbovirus inoculés dans le cerveau d'un souriceau déterminent une encéphalite mortelle.

### Caractéristiques adaptatives communes
Les arbovirus, notamment ceux qui sont transmis par des tiques s'adaptent très vite aux résistances immunitaires de leurs hôtes, car à la différence des virus à ADN, leurs erreurs de réplication ne sont pas corrigées par une polymérase, ce qui leur offre un taux exceptionnel de mutation (environ 300 fois plus élevé), qui agit à chaque cycle réplicatif en leur permettant d'explorer rapidement de larges possibilités évolutives, tout en permettant à la métapopulation de constamment conserver des génotypes optimaux. Pour cette raison, ils sont également plus aptes à franchir la barrière d'espèces.

### Caractéristiques antigéniques communes
Tous les arbovirus sont immunisants mais il n'existe pratiquement aucune immunité croisée entre eux, ni souvent entre les différents types d'un même virus (exemple : dengue).

### Caractéristiques cliniques communes
Chez l'humain, la plupart des infections sont asymptomatiques et ne sont décelées que par des méthodes sérologiques. En cas de maladie, l'infection débute par un syndrome fébrile aigu, d'allure grippale, le plus souvent spontanément résolutif. Dans une proportion variable des cas et en fonction du virus en cause apparaîtra un syndrome polyalgique, des éruptions cutanées, un syndrome hémorragique, une méningoencéphalite ou une atteinte hépatique ou rénale. Certains virus ne réalisent qu'un seul de ces syndromes quand d'autres peuvent en provoquer plusieurs, isolément ou associés.